# Dad (Hungria)
Dad é um município da Hungria, situado no condado de Komárom-Esztergom. Tem 23,75 km² de área e sua população em 2015 foi estimada em 977 habitantes.